# 科唐坦地区瑟堡
科唐坦地区瑟堡（法語：Cherbourg-en-Cotentin，法語發音：[ʃɛʁbuʁ ɑ̃ kotɑ̃tɛ̃]，简称瑟堡），法国西北部城市，诺曼底大区芒什省的一个市镇，同时也是该省的一个副省会，下辖瑟堡区，其市镇面积为68.54平方公里，2022年1月1日时人口数量为78,028人，是该省人口最多的市镇，在所有法国城市中排名第59位。
科唐坦地区瑟堡位于芒什省及科唐坦半島北部，是一个区域性的中心城市和交通枢纽，成立于2016年1月1日，由五个市镇合并而成，其中瑟堡-奥克特维尔（2000年由瑟堡和奥克特维尔两个市镇合并而成）为核心市镇。
科唐坦地区瑟堡因当地的军港而闻名，是第二次世界大战期间霸王行动最初占领的城市。

## 地名来源
“瑟堡”一名最初出现于公元8世纪，其形式为，具体词源及含义不详；“科唐坦”则是其所在半岛的名字。

## 历史

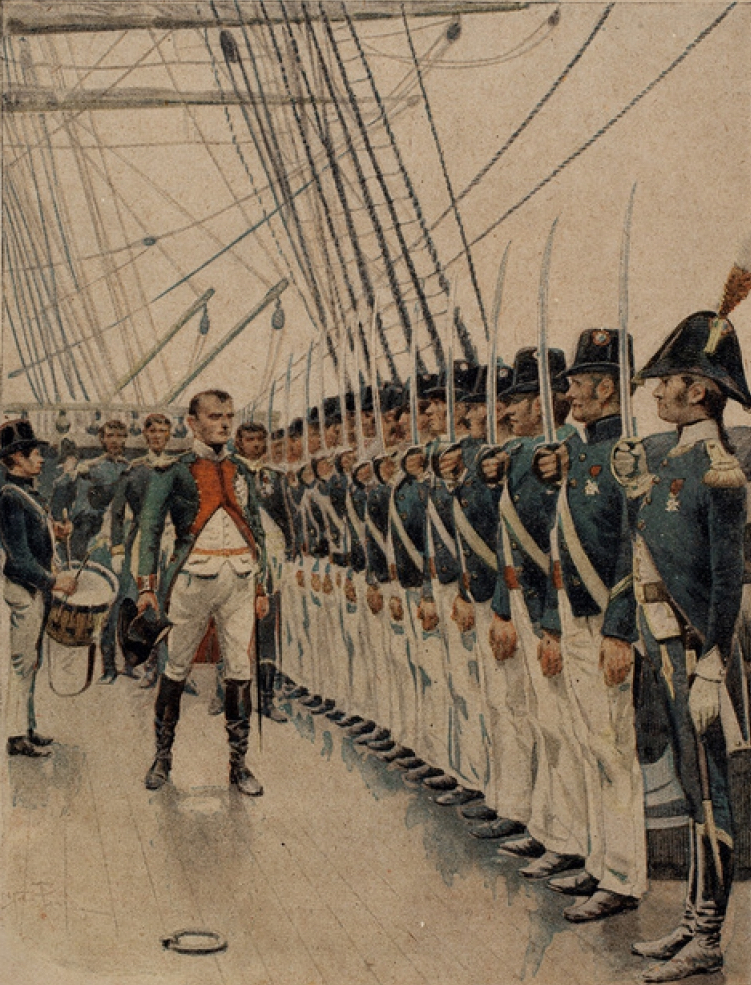
拿破仑一世参观瑟堡军港（1811年）

### 瑟堡历史
科唐坦地区瑟堡的核心市镇瑟堡历史悠久，高卢时期为于内尔人的活动范围。根据凯撒大帝在《高卢战记》中的描述，瑟堡所在的科唐坦半岛于公元前56年被罗马军队首领昆圖斯·提圖里烏斯·薩比努斯攻下。公元10世纪，维京人入侵诺曼底，建立诺曼底公国，理查三世于1026年在此主持修建军事城堡已抵御英格兰军队的入侵，1469年成为法兰西皇室领土。路易十四时期，瑟堡成为英吉利海峡沿岸一个重要的军港，并在新航路开辟时期成为一个贸易口岸。1811年，拿破仑一世曾参观此地。通向瑟堡的铁路于1858年建成。1944年，瑟堡成为霸王行动中最初占领的城市之一，同盟国军队在此与纳粹德军发生了长达21天的瑟堡战役并最终取得胜利，而瑟堡的军事设施在战后得以保留。

### 市镇合并
2000年，原瑟堡和奥克特维尔合并为瑟堡-奥克特维尔。2016年1月1日，瑟堡-奥克特维尔又和周边4个市镇（埃克德勒维尔-艾讷维尔、拉格拉斯里、凯尔克维尔、图拉维尔）合并成为了科唐坦地区瑟堡。

## 地理

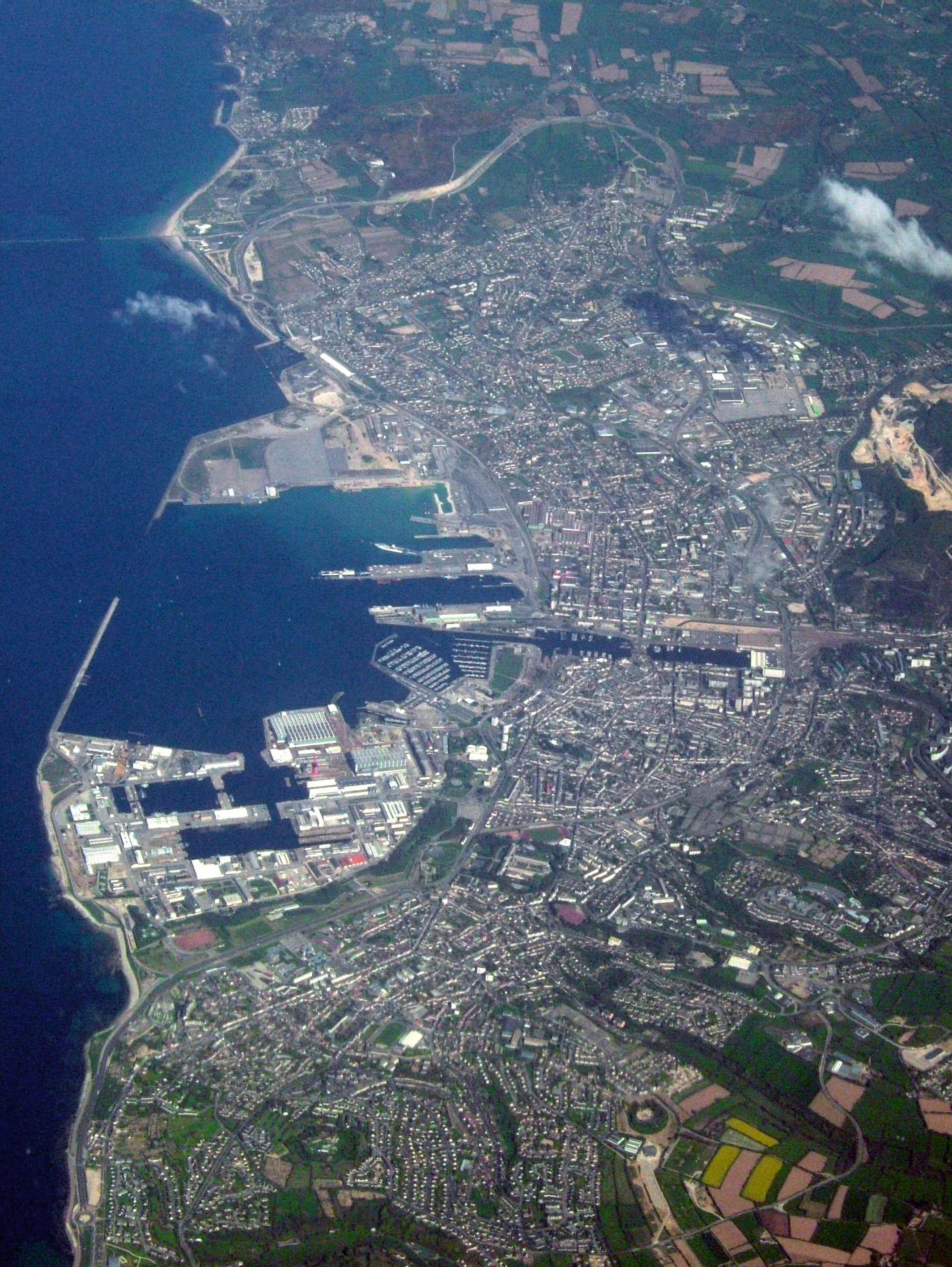
瑟堡航拍图

科唐坦地区瑟堡位于法国西北部，诺曼底大区西北部和芒什省北部，距离省会圣洛大约84公里。与科唐坦地区瑟堡接壤的市镇包括：马丹瓦、努安维尔、锡德维尔、托勒瓦、拉阿格、迪戈维尔、勒梅尼勒欧瓦勒、布里。

### 地形
科唐坦地区瑟堡位于科唐坦半岛北部，境内以丘陵为主，老城区地势平坦，而新城区的部分街道则有明显高差，全境海拔在0到139米之间。

### 水文
科唐坦地区瑟堡附近的海湾被开辟为瑟堡锚地，其总面积超过1,500公顷，是法国最大的人工锚地。
迪韦特河自南向北注入瑟堡港。

### 植被
科唐坦地区瑟堡属于温带落叶林区，市区内的主要绿地公园包括乔治·法托姆天地（Espace Georges Fatôme）、瑟堡公共花园（Jardin public de Cherbourg）等，均常年免费向公众开放。
在鲜花城市的评比中，科唐坦地区瑟堡被评为4星级（最高）鲜花城市。

### 气候
科唐坦地区瑟堡直面大西洋，在柯本气候分类法中属于较为典型的温带海洋性气候。
科唐坦地区瑟堡境内设有气象站，以下为该气象站的数据（其中日照时数为2019年单独年份的数据，可能不具有代表性）：
| 科唐坦地区瑟堡1981年－2019年 | 科唐坦地区瑟堡1981年－2019年 | 科唐坦地区瑟堡1981年－2019年 | 科唐坦地区瑟堡1981年－2019年 | 科唐坦地区瑟堡1981年－2019年 | 科唐坦地区瑟堡1981年－2019年 | 科唐坦地区瑟堡1981年－2019年 | 科唐坦地区瑟堡1981年－2019年 | 科唐坦地区瑟堡1981年－2019年 | 科唐坦地区瑟堡1981年－2019年 | 科唐坦地区瑟堡1981年－2019年 | 科唐坦地区瑟堡1981年－2019年 | 科唐坦地区瑟堡1981年－2019年 | 科唐坦地区瑟堡1981年－2019年 |
| 月份                         | 1月                          | 2月                          | 3月                          | 4月                          | 5月                          | 6月                          | 7月                          | 8月                          | 9月                          | 10月                         | 11月                         | 12月                         | 全年                         |
| ---------------------------- | ---------------------------- | ---------------------------- | ---------------------------- | ---------------------------- | ---------------------------- | ---------------------------- | ---------------------------- | ---------------------------- | ---------------------------- | ---------------------------- | ---------------------------- | ---------------------------- | ---------------------------- |
| 历史最高温 °C（°F）          | 14 (57)                      | 19.8 (67.6)                  | 22.6 (72.7)                  | 25.2 (77.4)                  | 29.5 (85.1)                  | 31.7 (89.1)                  | 30.4 (86.7)                  | 34.2 (93.6)                  | 29 (84)                      | 30 (86)                      | 21 (70)                      | 16 (61)                      | 34.2 (93.6)                  |
| 平均高温 °C（°F）            | 8.5 (47.3)                   | 8.7 (47.7)                   | 10.8 (51.4)                  | 12.6 (54.7)                  | 15.3 (59.5)                  | 17.8 (64.0)                  | 20.4 (68.7)                  | 20.4 (68.7)                  | 19 (66)                      | 16.3 (61.3)                  | 12.3 (54.1)                  | 9.7 (49.5)                   | 14.3 (57.7)                  |
| 日均气温 °C（°F）            | 6.7 (44.1)                   | 6.5 (43.7)                   | 8.3 (46.9)                   | 9.9 (49.8)                   | 12.5 (54.5)                  | 15 (59)                      | 17.4 (63.3)                  | 17.6 (63.7)                  | 16.4 (61.5)                  | 13.9 (57.0)                  | 10.3 (50.5)                  | 7.8 (46.0)                   | 11.9 (53.4)                  |
| 平均低温 °C（°F）            | 5.1 (41.2)                   | 4.5 (40.1)                   | 6 (43)                       | 7.2 (45.0)                   | 9.7 (49.5)                   | 12.2 (54.0)                  | 14.5 (58.1)                  | 14.8 (58.6)                  | 13.8 (56.8)                  | 11.6 (52.9)                  | 8.5 (47.3)                   | 6.2 (43.2)                   | 9.5 (49.1)                   |
| 历史最低温 °C（°F）          | −10 (14)                     | −6.6 (20.1)                  | −1 (30)                      | 0.1 (32.2)                   | 0.8 (33.4)                   | 0 (32)                       | 9.4 (48.9)                   | 8.6 (47.5)                   | 3.8 (38.8)                   | 2.8 (37.0)                   | −1.6 (29.1)                  | −1.6 (29.1)                  | −10 (14)                     |
| 平均降水量 mm（）            | 115 (4.5)                    | 58.3 (2.30)                  | 74.9 (2.95)                  | 63 (2.5)                     | 50.9 (2.00)                  | 35 (1.4)                     | 36.8 (1.45)                  | 45.3 (1.78)                  | 48.5 (1.91)                  | 105.6 (4.16)                 | 130.2 (5.13)                 | 129.6 (5.10)                 | 893 (35.2)                   |
| 月均日照時數                 | 46.5                         | 136                          | 128.7                        | 197.6                        | 235.7                        | 208.6                        | 311.4                        | 224.8                        | 146.6                        | 71                           | 52.2                         | 64.8                         | 1,824                        |
| 来源：infoclimat.fr          |                              |                              |                              |                              |                              |                              |                              |                              |                              |                              |                              |                              |                              |

## 行政区划
科唐坦地区瑟堡是法国诺曼底大区芒什省的一个市镇，编号为50129，它也是芒什省的一个副省会。科唐坦地区瑟堡下辖瑟堡区，隶属于芒什省第四选区，管理科唐坦地区瑟堡第一县、第二县、第三县、第四县和第五县，同时也是科唐坦城市圈公共社区的办公驻地。
法国国家统计与经济研究所（简称）在进行数据统计时，将科唐坦地区瑟堡及相邻的另外2个市镇（马尔坦瓦斯特、托勒瓦斯特）设为科唐坦地区瑟堡城市核心区，并将包括核心区在内的周边共36个市镇划为科唐坦地区瑟堡城市区。自2020年起，科唐坦地区瑟堡城市区被包含77个市镇的科唐坦地区瑟堡城市辐射区代替。此外，还将科唐坦地区瑟堡市镇分为了数十个“块区”（IRIS），以便于统计人口分布情况。

## 交通

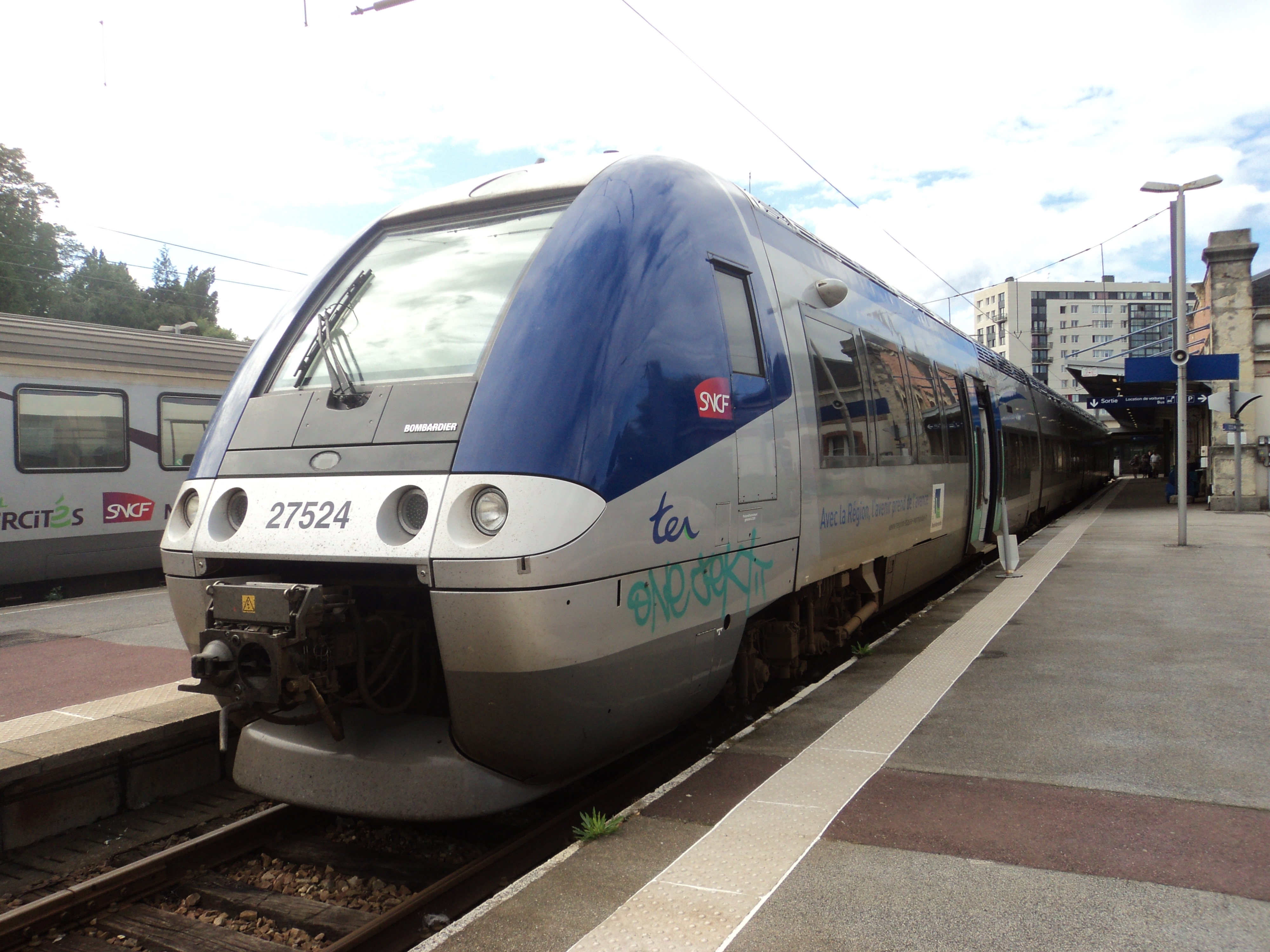
瑟堡火车站内停靠的一列区域列车

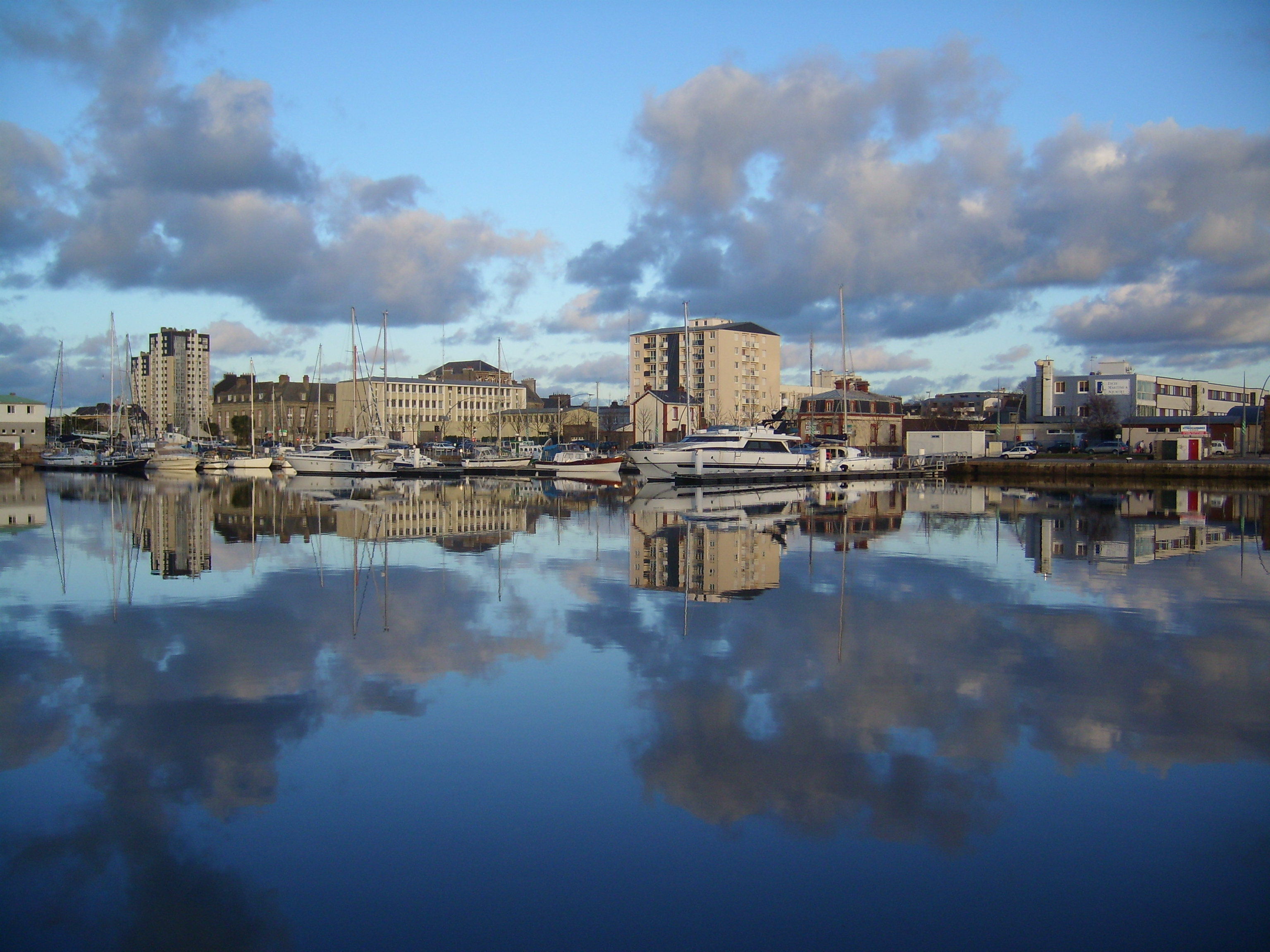
瑟堡港附近水域

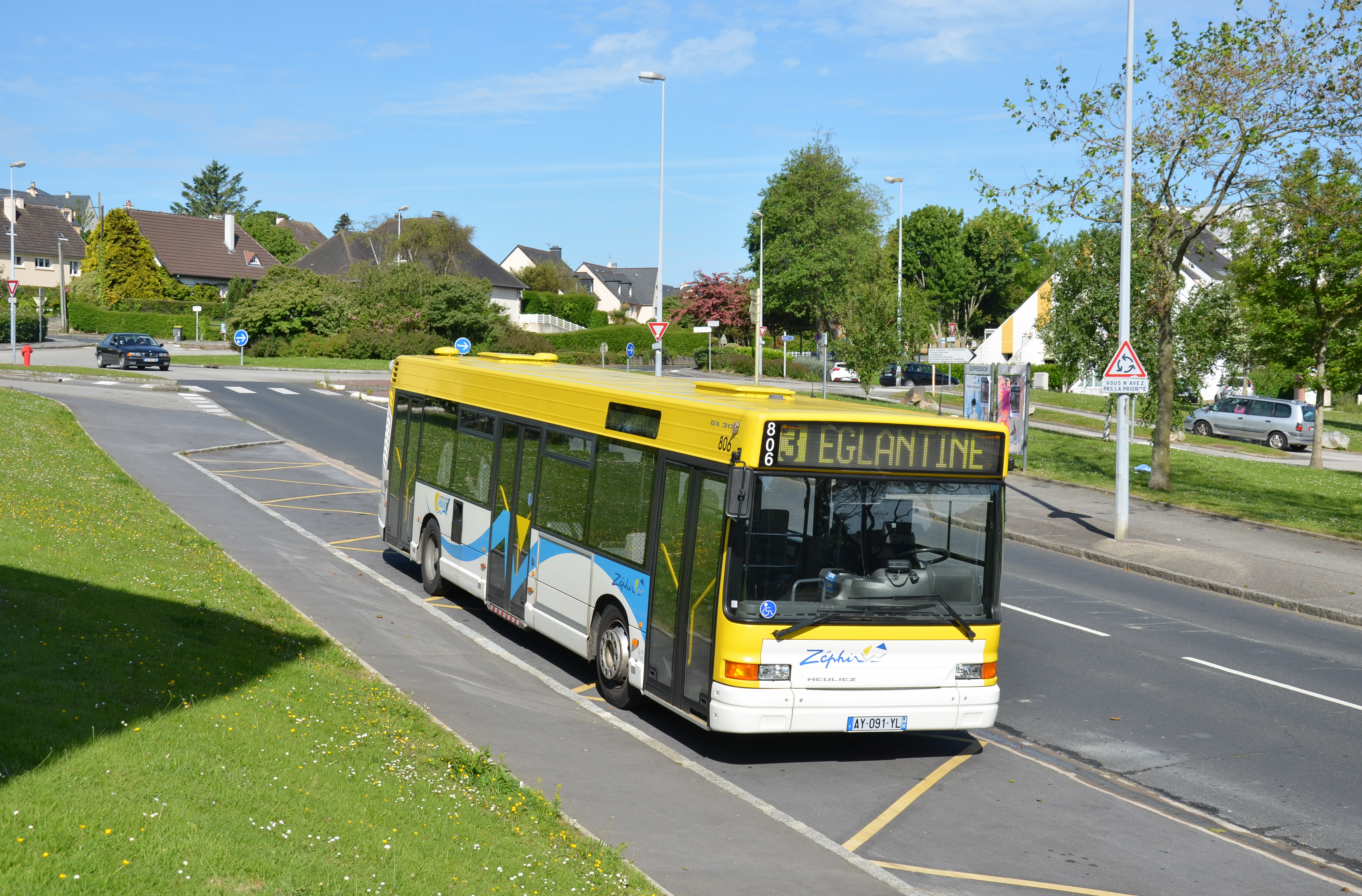
科唐坦地区瑟堡的一辆公共汽车

### 公路
瑟堡是法国国道N13线的终点，此外还有多条芒什省省道在科唐坦地区瑟堡境内交汇，科唐坦地区瑟堡环城公路则可疏导当地的过境车流。芒什省城际客运开行由科唐坦地区瑟堡前往省会圣洛、巴夫勒尔、波尔巴伊及周边主要市镇的汽车线路
2016年，70.1%的科唐坦地区瑟堡家庭拥有至少一辆的私人汽车。同年，科唐坦地区瑟堡境内共发生各类交通事故113起，造成3人遇难，140人受伤。

### 铁路
科唐坦地区瑟堡是芒特拉若利－瑟堡铁路的终点站，瑟堡站位于市区中部，是一个尽头式铁路车站，该站开行始发前往巴黎和卡昂两地的区域列车。

### 航空
瑟堡-莫佩尔蒂机场位于科唐坦地区瑟堡市区以东11公里，2009年以前曾开行常规航线。除此之外距离科唐坦地区瑟堡最近的民用航空站位于卡昂，距离科唐坦地区瑟堡市中心车程约118公里。

### 水运
瑟堡港是当地的一个民用港口，开行前往普尔、朴茨茅斯、罗斯莱尔港和都柏林四个地方的轮渡航线。

### 城市公共交通
科唐坦地区瑟堡城市公共交通是当地的城市公共交通系统，商业名称为，截至2020年5月，该系统共包含4条常规公交线路和4条补充线路，路网覆盖了市区内的主要街道及居民区。

## 政治

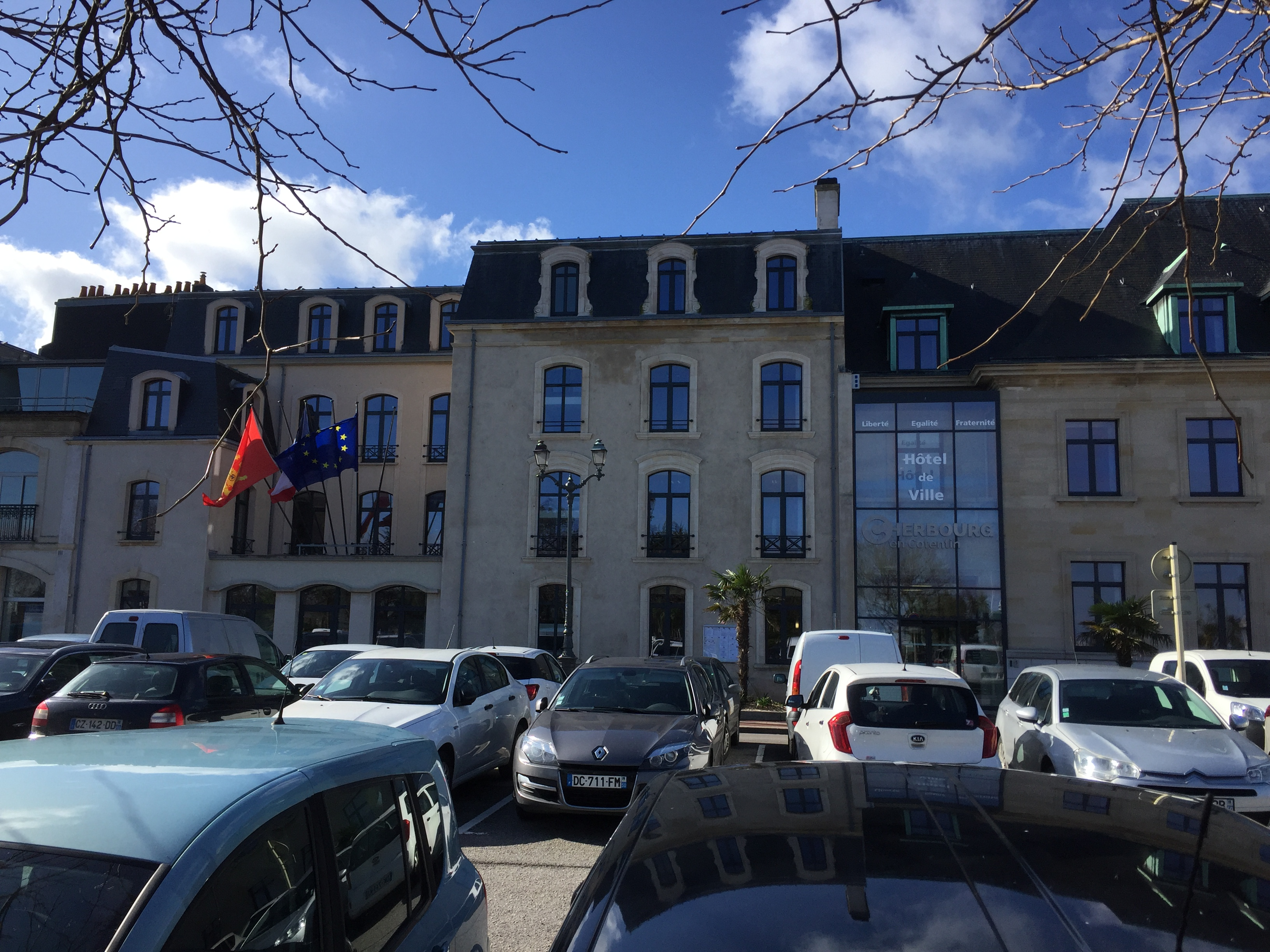
科唐坦地区瑟堡市政府

科唐坦地区瑟堡的现任市长为伯努瓦·阿里韦先生（Benoît Arrivé），他是社会党的一名成员，在2020年的市政选举首轮中获得了42.1%的支持率，第二轮则获得46.14%的支持率，实现连任。
在2017年的法国总统大选中，法国第25任总统埃马纽埃尔·马克龙在科唐坦地区瑟堡获得了的71.43%支持率。
| 科唐坦地区瑟堡历届市长 |               |          |
| 任期                   | 市长          | 党派     |
| 2016年－               | 伯努瓦·阿里韦 | PS社会党 |

## 人口
2018年，科唐坦地区瑟堡市镇人口数量为79,144，在法国排名第59位。其中男性38,248人，女性40,952人，75岁及以上人口占8.6%，外籍人口数量为19,163人，人口密度为5,550人/平方公里，当地居民被称为（男性）或（女性）。2019年，科唐坦地区瑟堡境内出生781人，死亡人口876人。
| 科唐坦地区瑟堡1936－2017年人口变化情况 | 科唐坦地区瑟堡1936－2017年人口变化情况 | 科唐坦地区瑟堡1936－2017年人口变化情况 | 科唐坦地区瑟堡1936－2017年人口变化情况 | 科唐坦地区瑟堡1936－2017年人口变化情况 | 科唐坦地区瑟堡1936－2017年人口变化情况 | 科唐坦地区瑟堡1936－2017年人口变化情况 | 科唐坦地区瑟堡1936－2017年人口变化情况 | 科唐坦地区瑟堡1936－2017年人口变化情况 | 科唐坦地区瑟堡1936－2017年人口变化情况 | 科唐坦地区瑟堡1936－2017年人口变化情况 | 科唐坦地区瑟堡1936－2017年人口变化情况 | 科唐坦地区瑟堡1936－2017年人口变化情况 | 科唐坦地区瑟堡1936－2017年人口变化情况 |
| 来源：Cassini、INSEE                   | 来源：Cassini、INSEE                   | 来源：Cassini、INSEE                   | 来源：Cassini、INSEE                   | 来源：Cassini、INSEE                   | 来源：Cassini、INSEE                   | 来源：Cassini、INSEE                   | 来源：Cassini、INSEE                   | 来源：Cassini、INSEE                   | 来源：Cassini、INSEE                   | 来源：Cassini、INSEE                   | 来源：Cassini、INSEE                   | 来源：Cassini、INSEE                   | 来源：Cassini、INSEE                   |
| 原市镇                                 | 1936                                   | 1946                                   | 1954                                   | 1962                                   | 1968                                   | 1975                                   | 1982                                   | 1990                                   | 1999                                   | 2006                                   | 2011                                   | 2016                                   | 2017                                   |
| -------------------------------------- | -------------------------------------- | -------------------------------------- | -------------------------------------- | -------------------------------------- | -------------------------------------- | -------------------------------------- | -------------------------------------- | -------------------------------------- | -------------------------------------- | -------------------------------------- | -------------------------------------- | -------------------------------------- | -------------------------------------- |
| 瑟堡                                   | 39,105                                 | 40,042                                 | 38,262                                 | 37,486                                 | 38,243                                 | 32,536                                 | 28,442                                 | 27,121                                 | 25,370                                 | 40,838                                 | 37,754                                 | 80,076                                 | 79,200                                 |
| 奥克特维尔                             | 4,317                                  | 4,606                                  | 5,421                                  | 6,247                                  | 9,465                                  | 15,977                                 | 18,551                                 | 18,120                                 | 16,948                                 | 40,838                                 | 37,754                                 | 80,076                                 | 79,200                                 |
| 埃克德勒维尔 -艾讷维尔                 | 8,058                                  | 8,318                                  | 8,615                                  | 9,624                                  | 12,145                                 | 12,647                                 | 13,332                                 | 18,256                                 | 18,173                                 | 17,522                                 | 17,386                                 | 80,076                                 | 79,200                                 |
| 拉格拉斯里                             | 2,078                                  | 1,875                                  | 2,166                                  | 2,995                                  | 3,840                                  | 5,187                                  | 5,811                                  | 5,576                                  | 5,401                                  | 5,192                                  | 5,716                                  | 80,076                                 | 79,200                                 |
| 凯尔克维尔                             | 1,199                                  | 1,058                                  | 1,832                                  | 2,126                                  | 3,366                                  | 3,995                                  | 3,759                                  | 5,456                                  | 5,145                                  | 5,536                                  | 5,136                                  | 80,076                                 | 79,200                                 |
| 图尔拉维尔                             | 8,395                                  | 9,071                                  | 9,600                                  | 11,569                                 | 12,062                                 | 12,197                                 | 15,590                                 | 17,516                                 | 17,551                                 | 16,649                                 | 15,836                                 | 80,076                                 | 79,200                                 |
| 总计                                   | 63,152                                 | 64,970                                 | 65,896                                 | 70,047                                 | 79,121                                 | 82,539                                 | 85,485                                 | 92,045                                 | 88,588                                 | 85,737                                 | 81,828                                 | 80,076                                 | 79,200                                 |

## 经济
科唐坦地区瑟堡是一个区域性的中心城市，行政、医疗及社会服务是当地的主要就业岗位类型，当地设有多个工业园区。
截至2021年5月，原瑟堡-奥克特维尔市镇范围内共有各类用人单位4,293家，平均历史为16年，其中98.91%为中小型企业（PME）。（大型零售）、（大型零售）及（特种商品发送）是当地2019年营业额最高的三个企业，分别为96,606,000欧元、79,351,000欧元和66,605,903欧元。

## 财政收入
2019年，科唐坦地区瑟堡的财政收入总额为146,397,000欧元，财政支出总额为126,530,000欧元，当年的债务总额为49,150,500欧元。2020年，科唐坦地区瑟堡共获得42,648,926欧元的国家财政补助，比上一年减少了0.01%。
2017年，科唐坦地区瑟堡的人均月收入总额为2,198欧元，其中高级职员为3,581欧元，低于法国平均水平（4,214欧元）；中级职员为2,311欧元，低于法国平均水平（2,353欧元）；普通职员为1,609欧元，亦低于法国平均水平（1,690欧元）。
2017年，科唐坦地区瑟堡境内的青壮年（15至64岁）失业率为15%，当地50.9%的家庭拥有纳税资格，平均纳税2,601欧元，低于法国平均水平（3,888欧元）。

## 社会事务

核能源应用军事学校

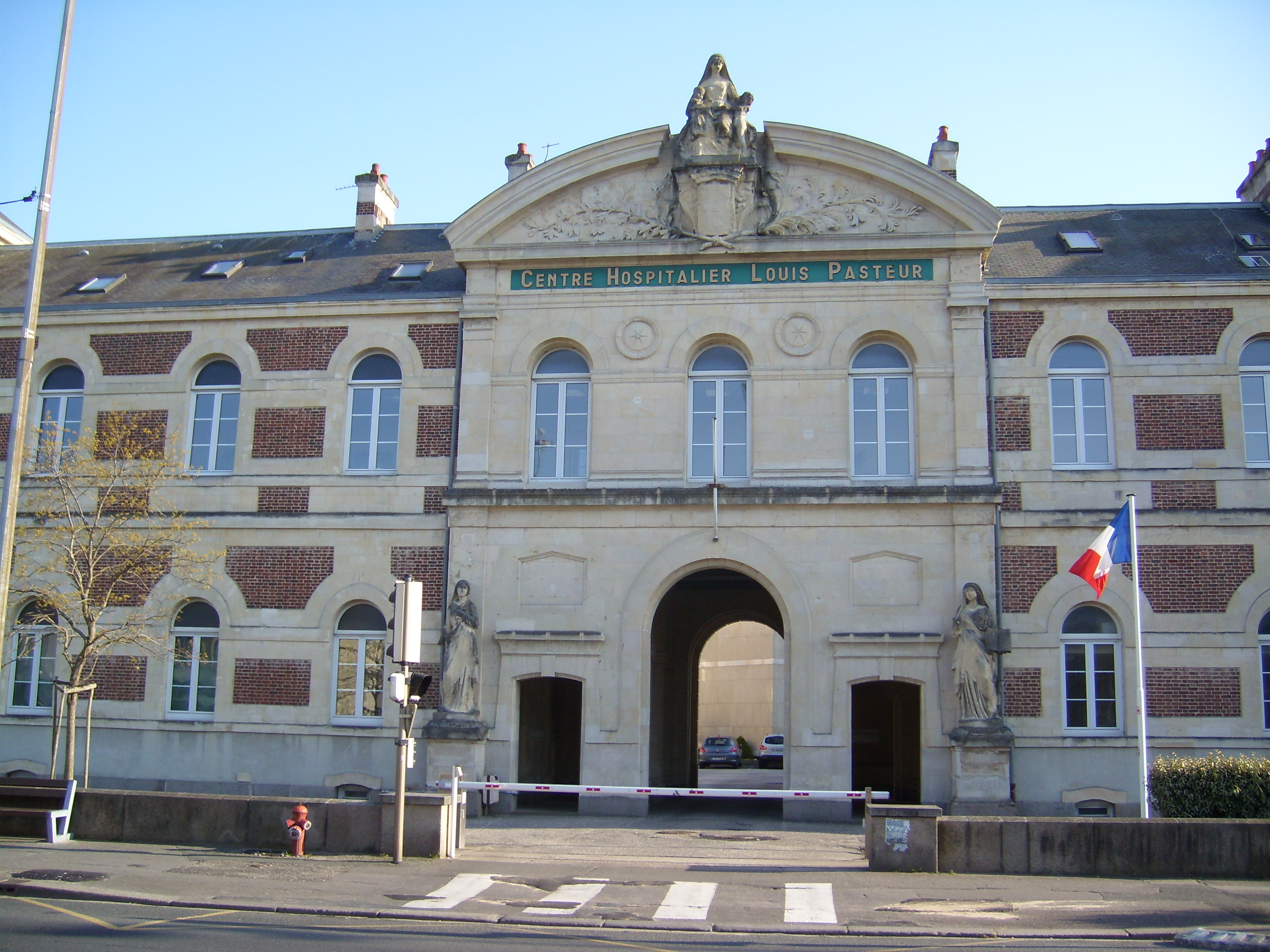
瑟堡巴斯德医院

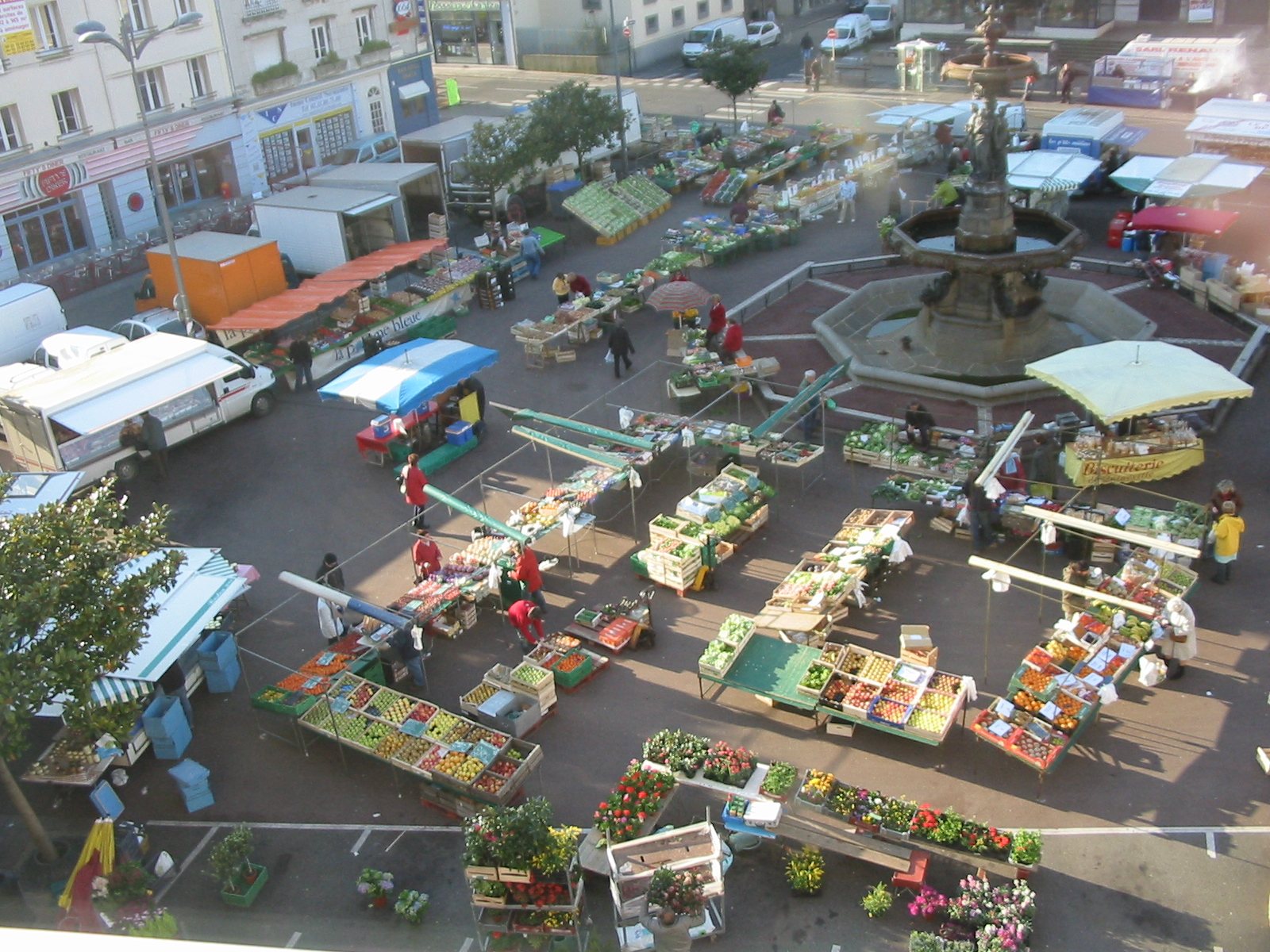
瑟堡市中心的一处集市

### 教育
科唐坦地区瑟堡属于卡昂学区。截止2018年1月1日，科唐坦地区瑟堡境内共有15所幼儿园、40所小学、10所初级中学、5所普通高中和6所职业高中。2018至2019学年度，科唐坦地区瑟堡境内共有在校中小学生6,540名。
在高等教育方面，卡昂-诺曼底大学在科唐坦地区瑟堡设有一个校区，其部分专业及下属的卡昂大学工程师学校及瑟堡-芒什应用技术学院在此授课。法国海军直属的核能源应用军事学校亦位于科唐坦地区瑟堡境内。

### 医疗
截止2019年1月1日，科唐坦地区瑟堡境内共有全科医生77名、保健师71名、牙医41名、护士116名、耳科医生3名、眼科医生9名、皮肤科医生5名、助产士8名、儿科医生0名和妇科医生6名。境内共有药房35家、养老院16家、残疾人帮扶中心11家。
科唐坦公共中心医院是芒什省的一个公共医疗系统，在科唐坦地区瑟堡市区内设有两个病区，是当地规模最大的公立综合性医院。

### 住房
2017年，科唐坦地区瑟堡境内共有各类住房43,118套，其中50.5%为独立式居民区，主要分布于市区东部和西部；48.8%为集中式居民区，主要分布于市中心和市区南部。常住房屋占科唐坦地区瑟堡市镇范围内居民建筑总量的88.8%。
在住房保障政策方面，2017年，科唐坦地区瑟堡境内共有10,195户家庭获得了住房经济补助，受益人数占总人口数量的12.9%，其中9,953份为房租补助。

### 商业
2019年，科唐坦地区瑟堡境内共有各类实体商铺1,304家，其中餐厅197家、大型超市21家、杂货店21家、面包房66家、肉铺31家、书店23家、装饰品店5家、银行门店41家、美容美发店102家、汽车维修店72家。拉格拉斯里境内建有大型开放式商业街区。

### 体育
2019年，科唐坦地区瑟堡境内共有5家游泳池、27间体育馆、4座综合体育场、40处网球场、18处足球或橄榄球场、8处篮球或排球场以及1处高尔夫球场。
截至2021年5月，科唐坦地区瑟堡境内共有4家注册足球俱乐部。其中科唐坦地区瑟堡体育俱乐部是当地的代表性足球队，成立于1906年，1961年至1967年间参加职业联赛，2021至2022赛季参加法国全国丙组联赛（法戊），其主场莫里斯·波斯泰尔球场可同时容纳八千名观众，是当地规模最大的体育设施。
瑟堡青年体育俱乐部是当地的一支手球俱乐部，成立于1969年，2020至2021赛季参加法国男子手球乙级联赛。
自1994年起，当地每年举办瑟堡网球锦标赛。

### 环境
科唐坦地区瑟堡的环境事务由其所属的公共社区负责。2017年，科唐坦地区瑟堡境内共有2家污染企业。

### 治安
2014年，科唐坦地区瑟堡及附近地区共发生各类案件3,135起，其中盗窃类案件1,964起，经济类案件298起，毒品交易类案件117起。
瑟堡军港是法国重要的海军设施。

## 文化
2019年，科唐坦地区瑟堡境内共有2家剧场、3家电影院、4家博物馆和1家音乐厅。科唐坦地区瑟堡市政府提供多媒体中心，向公众全年开放。

### 建筑
科唐坦地区瑟堡境内有多处法国国家文物保护单位，其中勒特里当是当地的一个大剧场、瑟堡圣三聖殿和拉瓦莱城堡当地的代表性建筑物。

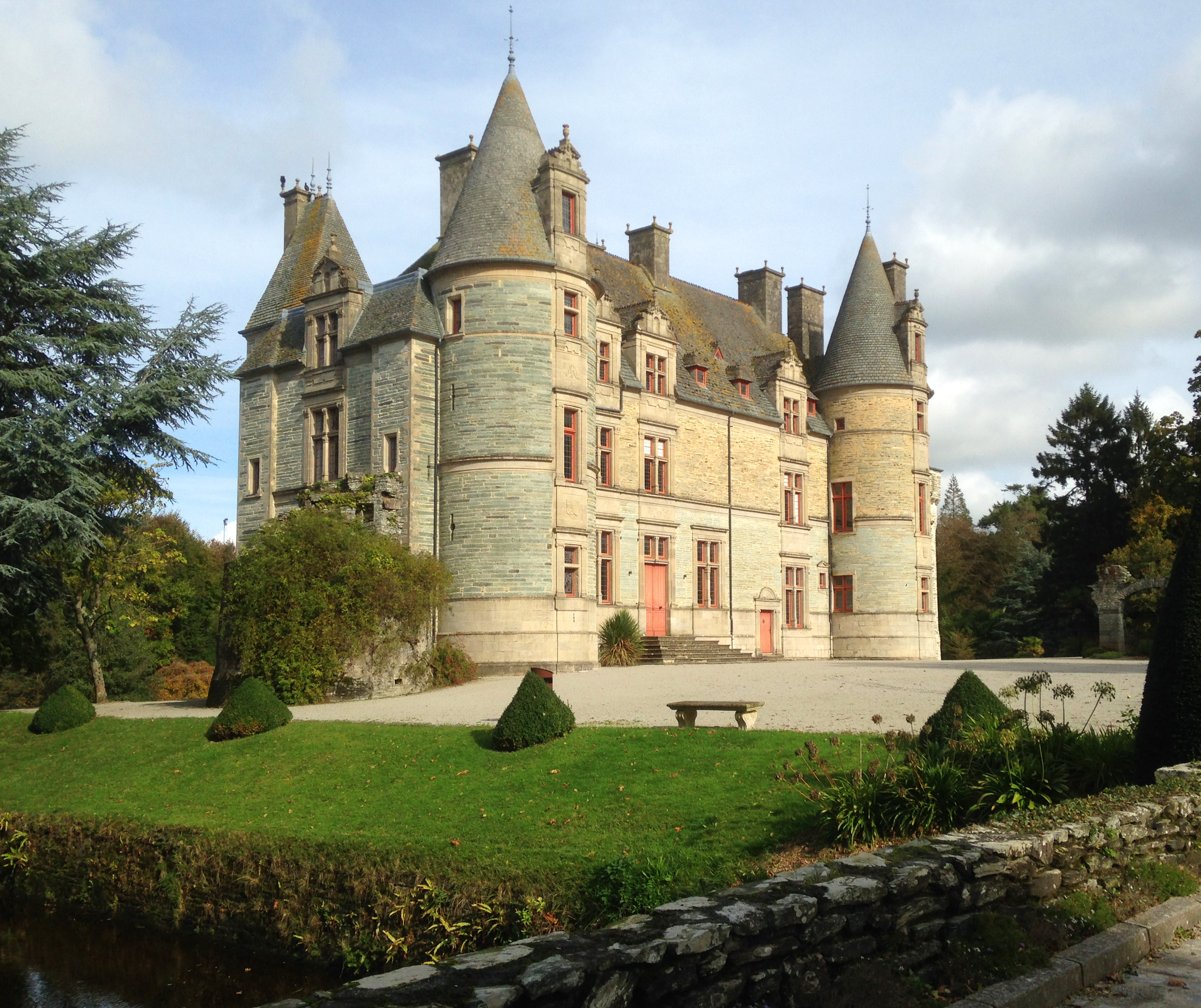
拉瓦莱城堡
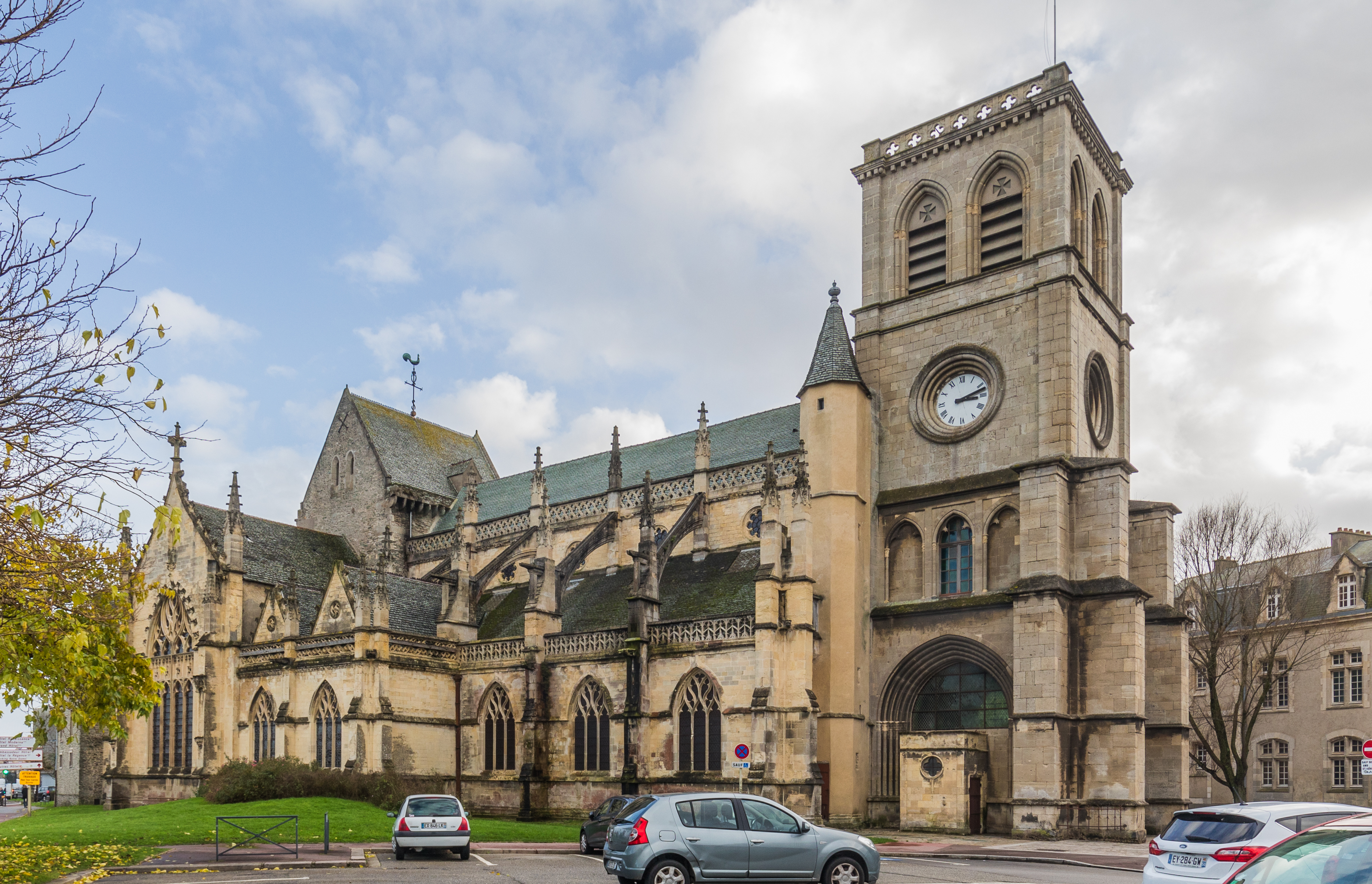
瑟堡聖三聖殿
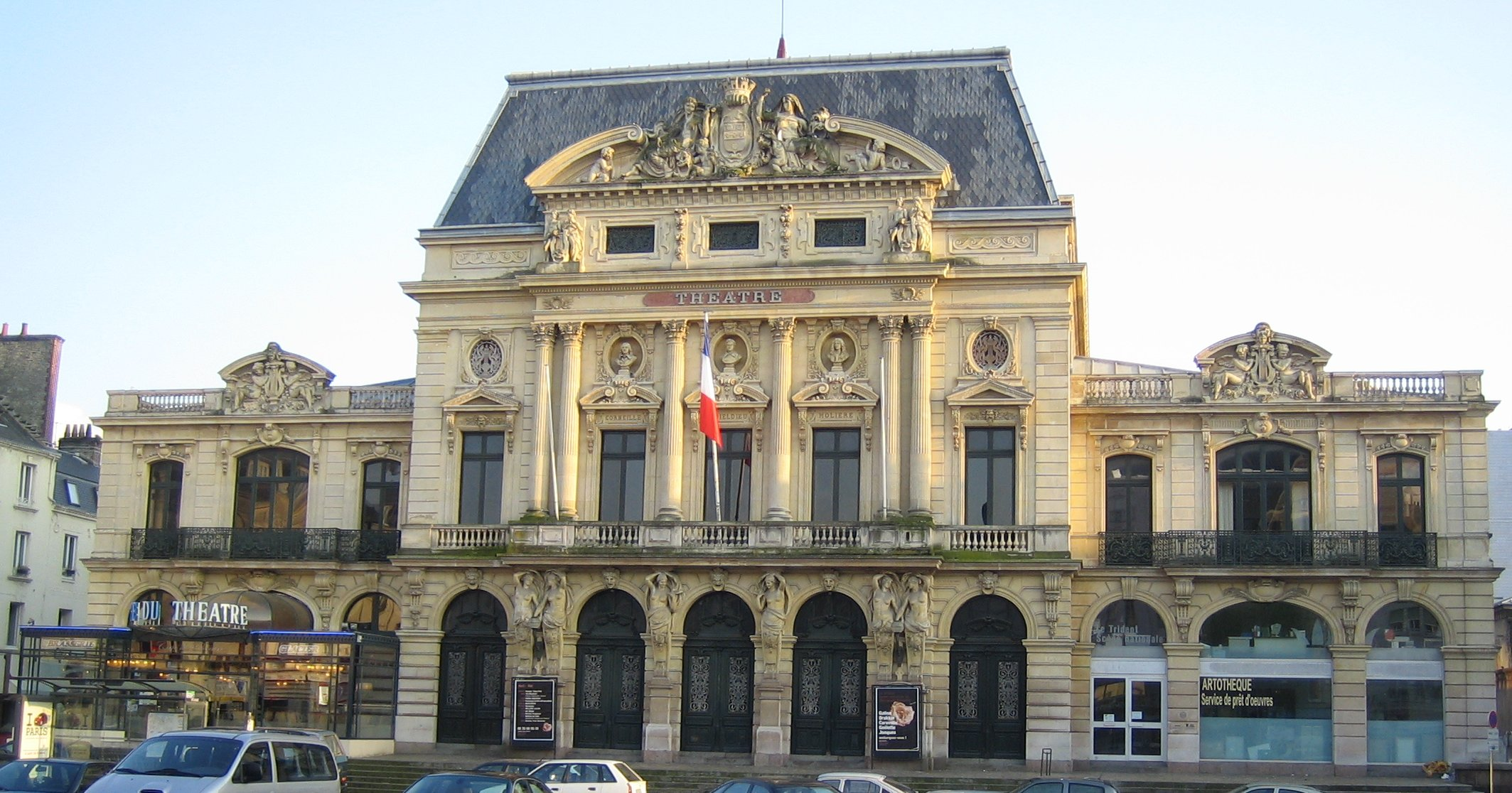
勒特里当（法语：Le Trident）剧场
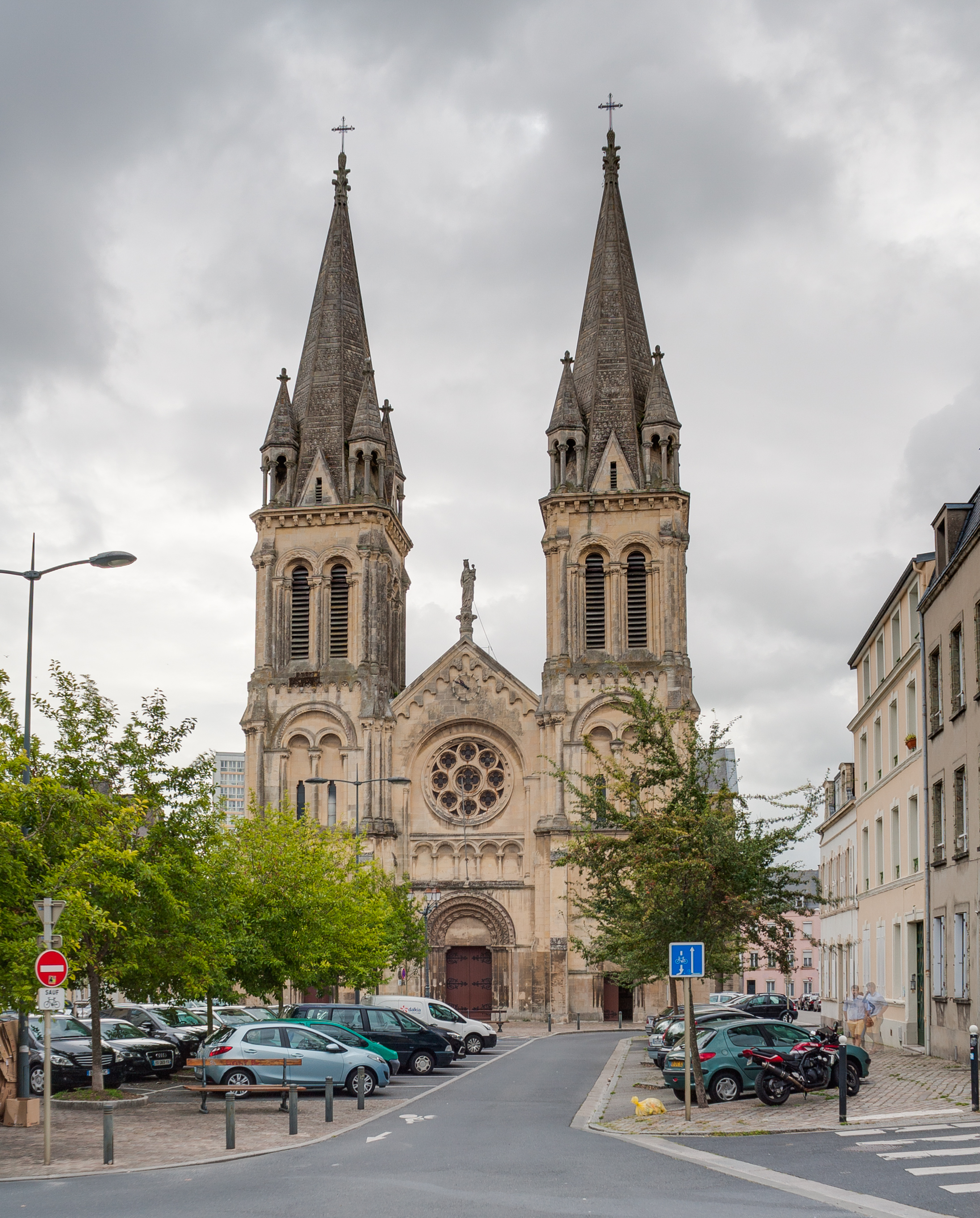
瑟堡圣母堂
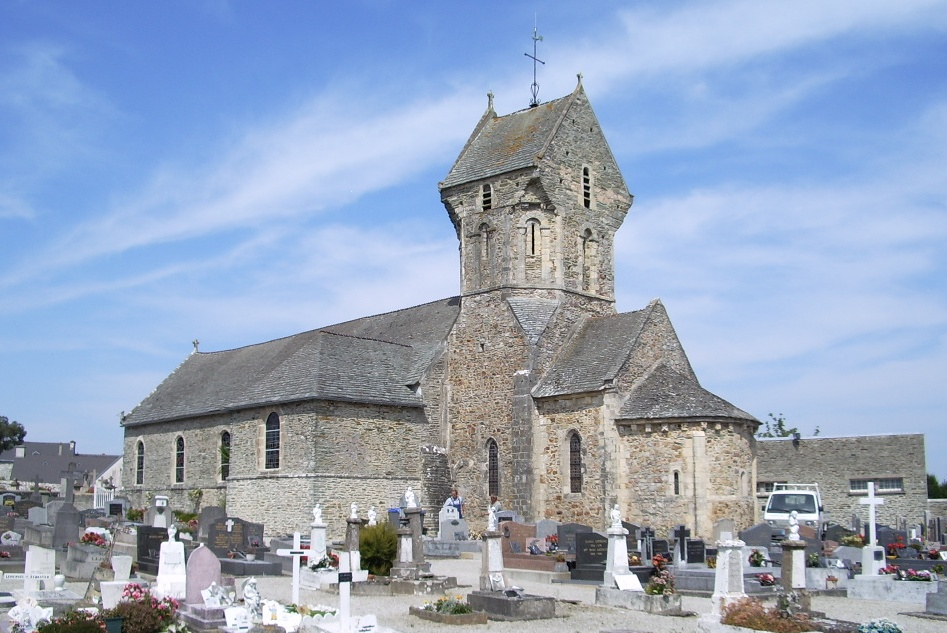
奥克特维尔圣瑪爾定堂
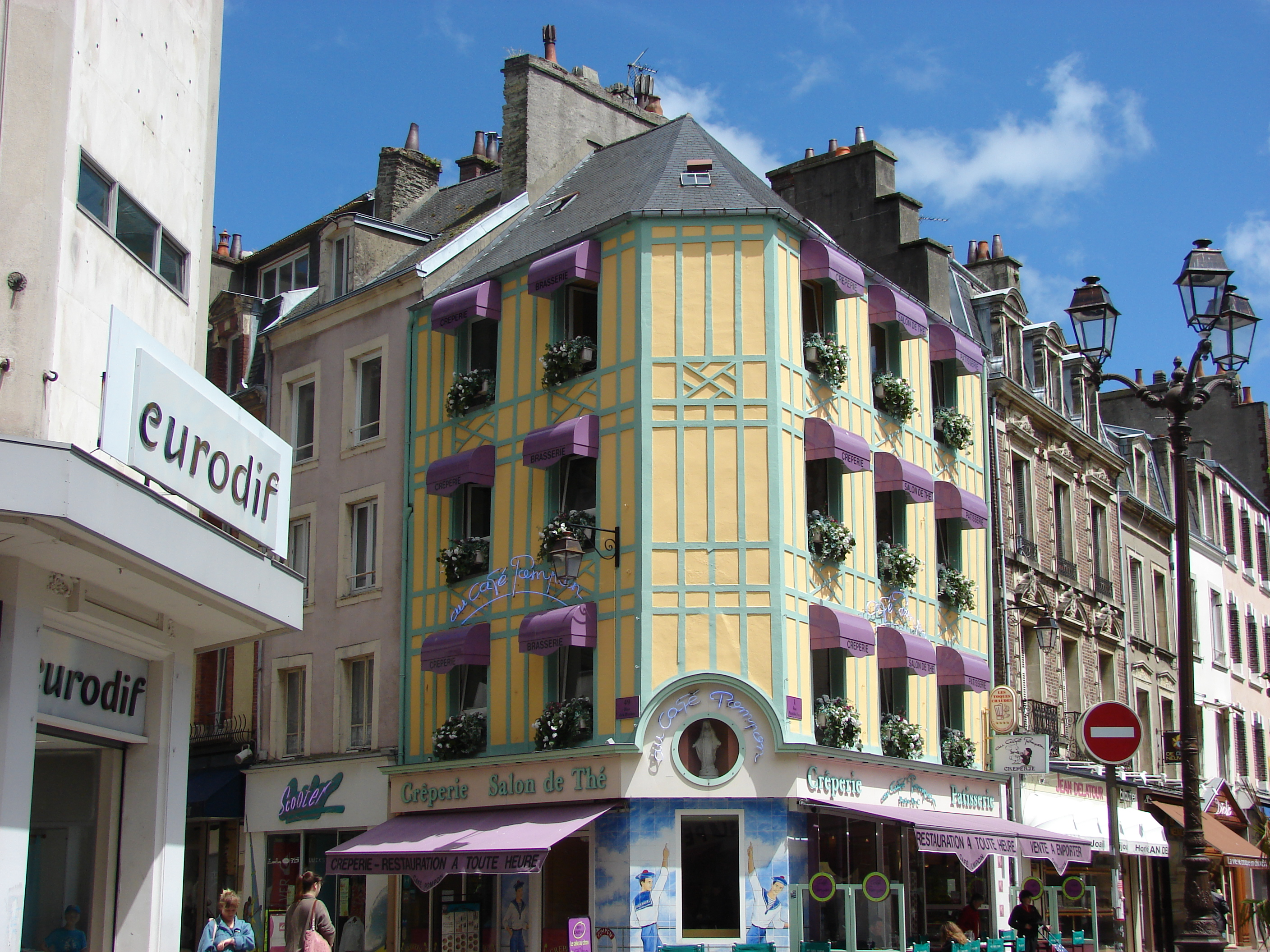
街头建筑

### 旅游
2020年，科唐坦地区瑟堡境内共有23个宾馆共计889间房间，另有4个露营地，可容纳共356辆露营车。

### 媒体
法国主要的媒体均可在科唐坦地区瑟堡接收，法国电视三台下属的诺曼底大区频道在部分时段播出科唐坦地区瑟堡所属区域的地方新闻。

## 相关人物
法国瓷器艺术家马塞奥·阿巴凯纳、航海家让·尼科莱、画家亨利·莫雷、地理学家埃马纽埃尔·利艾、化学家维克多·格林尼亚、文学家罗兰·巴特、演员让·马莱出生于瑟堡。此外法国军事工程师白劳易逝世于拉格拉斯里。

## 友好城市
截至2020年5月，科唐坦地区瑟堡共与6座城市互为友好城市关系。
| - 德国 阿尔门丁根 - 德国 不来梅哈芬 - 德国 诺特海姆 | - 羅馬尼亞 德瓦 - 布吉納法索 戈羅姆戈羅姆 - 英格兰 普尔 |